# NGS Group
NGS Group AB är ett svenskt bemannings- och rekryteringsföretag. Det har verksamhet i Sverige, Norge och Finland.
NGS Groups aktie noterades 2002 på börsen NGM Equity och är sedan 2016 noterad på Stockholmsbörsens Small Cap-lista. 

## Historik
NGS förvärvade bemanningsföretagen Vikariepoolen 2007 och Psykiatrika 2008, samt uthyrnings- och rekryteringsföretaget First Medical 2008. Det koncentrerade sig på sektorerna vård och skola 2010 och fusionerade då de förvärvade företagen med NGS. 
Företaget har senare förvärvat ett antal företag, bland andra Stjärnpoolen, Plus Care, Nurse Partner och Doc Partner, e-Quality, Socionomuthyrning i Sverige, Source och Qsearch.